# Brachypodosaurus
Genre
Espèce
Brachypodosaurus (signifiant « lézard à petits pieds ») est un genre hypothétique de dinosaures ornithischiens du Crétacé supérieur retrouvé en Inde. L'espèce-type, Brachypodosaurus gravis, a été nommée et décrite en 1934 par le géologue Dhirendra Kishore Chakravarti du musée géologique de l'université hindoue de Bénarès. Le nom générique est tiré du grec βραχύς (brachys, « court, petit ») et πούς (pous, « pied »). L'épithète spécifique gravis signifie « lourd, massif » en latin. De fait, Chakravarti est devenu le premier scientifique local à nommer un dinosaure[réf. souhaitée].
Le genre est basé sur l'holotype IM V9 constitué d'un seul fossile retrouvé dans une strate datée du Maastrichtien de la Formation de Lametaà Chota Simla Hill, près de Jabalpur. À l'époque, Chakravarti l'a décrit comme étant un humérus d'un stégosaure. Cependant, l'os ne présente pas les synapomorphies d'un stégosaure.
Le genre est considéré nomen dubium. En 2004, Matthew Lamanna et al. ont affirmé comme improbable la présence d'ornithischia dans les strates de l'Inde datées du Maastrichtien. Ainsi, l'autre genre de stégosaures du Crétacé supérieur retrouvé en Inde, Dravidosaurus, est aussi considéré comme nomen dubium.